# 本間圭
本間 圭（ほんま けい、1985年5月14日）は高知県高知市出身のサッカー指導者。
JAPANサッカーカレッジ卒。

## 来歴
JAPANサッカーカレッジ（新潟県）を卒業した後、国内のクラブで指導者としてのキャリアをスタート。2008年から2011年は中国・上海市に渡り、日本人向けのサッカースクールの初代指導者としてクラブチームの立ち上げに関わった。
2012年より日本サッカー協会（JFA）のアジア貢献事業の一環として国際協力機構（JICA）の派遣によりサッカーU-14（14歳以下）ラオス代表監督に就任。
また同年に日本サッカー協会（JFA）より木村浩吉がラオス代表監督に就任し同代表チームのコーチも兼任していた。
2013年からサッカーラオス女子代表監督を兼任していた。
2013年にミャンマーで開催された東南アジア女子サッカー選手権ではU-23女子日本代表とも試合を行っている。結果は1-4の敗戦となっている。
2014年10月から2015年8月までスリランカサッカー連盟に派遣されていた。。
2015年からはルーヴェン高崎でヘッドコーチとして指導。
2016年には第40回全日本少年サッカー大会群馬県大会で準優勝。
2017年、2018年には高円宮杯U-15サッカーリーグにおいて2部、1部へと昇格を決めている。
ルーヴェン高崎公式ホームページにて退団を発表。
Asean Football Linkにて自身の経験を述べている。

## 指導歴
- 2012年 - 2014年  サッカーU-14ラオス代表 監督
- 2012年 - 2013年 サッカーラオス代表アシスタントコーチ
- 2013年 - 2014年  サッカーラオス女子代表監督
- 2014年 - 2015年 サッカースリランカ女子代表コーチ
- 2015年 - 2019年　ルーヴェン高崎ヘッドコーチ
- 2020年 - 2021年　いわてグルージャ盛岡アカデミーダイレクター兼ユース監督[12]
- 2022年 - 　いわてグルージャ盛岡アカデミーダイレクター